# Piotr Kowalski (rysownik)
Piotr Kowalski (ur. 2 października 1973 w Warszawie) – polski grafik, rysownik komiksów, ilustrator.
Rysownik publikował swoje prace m.in. w miesięczniku: Nowa Fantastyka, Złoty Smok, Magia i Miecz, Fenix. Jest scenarzystą i rysownikiem komiksu Gail oraz rysownikiem La branche Lincoln.

## Życiorys
Po ukończeniu Liceum Sztuk Plastycznych w 1992 roku rozpoczął pracę jako rysownik w miesięczniku „Nowa Fantastyka” ilustrując opowiadania i felietony. W tym samym czasie przyjmował również pierwsze zlecenia jako rysownik dla agencji reklamowych. W latach 1995–2000 publikował swoje komiksy i ilustracje w magazynach „Fenix”, „Magia i Miecz”, „Złoty Smok” oraz „Czas komiksu”. W okresie 1995–2002 jego ilustracje regularnie pojawiają się w miesięczniku „Fantastyka” zdobywając uznanie czytelników. W 1995 roku Piotr Kowalski rozpoczyna współpracę z reżyserem filmowym i teatralnym Markiem Wortmanem, z którym tworzy cykl filmów animowanych pt. „Ucieczki” zrealizowanym dla Programu 1 Telewizji Polskiej. Cykl ten za pomocą rysunków opowiada o autentycznych i spektakularnych ucieczkach w okresie okupacji niemieckiej podczas II Wojny Światowej, a narratorem wszystkich odcinków jest aktor Piotr Machalica. Na potrzeby cyklu Piotr Kowalski tworzy niemal 700 ilustracji posiłkując się materiałami z epoki oraz fotografiami które zdobywa współpracując ze znanym scenografem telewizyjnym Bogdanem Solle.
Jego "Silver Eye" opublikowany w 1997 roku w czasopiśmie Kawaii jest uważany za jedną z pierwszych polskich mang. Do roku 2000 Piotr Kowalski rysuje wiele etiud i krótkich komiksów do magazynów, periodyków i antologii. Na początku 2001 roku rozpoczyna pracę nad pierwszym, regularnie ukazującym się polskim fantastycznym cyklem albumowym Gail, który składa się z 4 albumów opublikowanych przez wydawnictwo Egmont Polska. W 2001 roku Egmont organizuje wspólną promocję albumu Gail-Przed Burzą i „Western”, którego autorem jest Grzegorz Rosiński.
Seria Gail pomaga Piotrowi Kowalskiemu zadebiutować na rynku frankofońskim. W roku 2006 Piotr Kowalski i Emmanuel Herzet tworzą razem pierwszy album serii La Branche Lincoln. Wydawcą jest Le Lombard, z którym Kowalski podpisuje kontrakt na 4 albumy. Po wypełnieniu warunków kontraktu Piotr Kowalski decyduje się zakończyć niemal szesnastoletni okres rysowania dla agencji reklamowych i poświęcić się jedynie rysowaniu komiksów. W 2009 roku nawiązuje współpracę z wydawnictwem Vents d’Ouest, dla którego rozpoczyna ilustrowanie nowej serii Urban Vampires (scenariusz Éric Corbeyran). Jednocześnie zaczyna realizacje komiksu „Dracula L’Immortel” (scenariusz Michel Dufranne i Dacre Stoker) dla wydawnictwa Casterman. W roku 2011 debiutuje na amerykańskim rynku komiksowym mini-serią „Malignant Man” (scenariusz James Wan i Michael Alan Nelson), wydaną przez Boom!Studios.
W roku 2010 wydawnictwo Egmont Polska opublikowało zbiorcze wydanie serii „La Branche Lincoln” pod tytułem „Wydział Lincoln”. W grudniu 2012 roku Piotr Kowalski nawiązał współpracę z Man Of Action oraz z amerykańskim wydawnictwem Image, a efektem tej współpracy jest seria SEX ukazująca się regularnie w Stanach Zjednoczonych i w Wielkiej Brytanii. Autorem scenariusza jest Joe Casey.

## Ważniejsze publikacje
Albumy:
- 2001 – Gail 1 „Przed Burzą” (scenariusz i rysunki) Egmont
- 2002 – Gail 2 „Bitwa” (scenariusz i rysunki) Egmont
- 2002 – Gail 3 „Legowisko Żmij” (scenariusz i rysunki) Egmont
- 2003 – Gail 4 „Kamienie” (scenariusz i rysunki) Egmont
- 2006 – La Branche Lincoln „Un secret hors de la tombe” (scenariusz Emmanuel Herzet) Le Lombard
- 2007 – La Branche Lincoln „La part des ombres” (scenariusz Emmanuel Herzet) Le Lombard
- 2008 – La Branche Lincoln „Machines de guerre” (scenariusz Emmanuel Herzet) Le Lombard
- 2009 – La Branche Lincoln „Jusqu’au dernier maillon” (scenariusz Emmanuel Herzet) Le Lombard
- 2010 – „Wydzial Lincoln” – Wydanie zbiorcze Egmont
- 2011 – Urban Vampires „Une affaire de famille” (scenariusz Éric Corbeyran) Vents d’Ouest
- 2011 – Dracula L’Immortel 1 (scenariusz Michel Dufranne i Dacre Stoker) Casterman
- 2012 – Dracula L’Immortel 2 (scenariusz Michel Dufranne i Dacre Stoker) Casterman
- 2012 – Urban Vampires „Rencontre avec une ombre” (scenariusz Eric Corbeyran) Vents d’Ouest
- 2012 – Dracula L’Immortel 3 (scenariusz Michel Dufranne i Dacre Stoker) Casterman
- 2013 – La Branche Lincoln (wydanie zbiorcze) Le Lombard

Mini-serie:
2011 – Malignant Man (scenariusz James Wan i Michael Alan Nelson) Boom!Studios
- Malignant Man 1 – marzec 2011
- Malignant Man 2 – kwiecień 2011
- Malignant Man 3 – maj 2011
- Malignant Man 4 – czerwiec 2011

Serie:
2013 – SEX (scenariusz Joe Casey) Image
- SEX book 1 – marzec 2013
- SEX book 2 – kwiecień 2013
- SEX book 3 – maj 2013
- SEX book 4 – czerwiec 2013

## Filmy
Filmy rysunkowe:
- 1995 – „Ucieczka z lagru 303” reżyseria Marek Wortman, produkcja Mavo dla TVP S.A.(na podstawie książki S.Rawicza „Długi marsz”)
- 1996 – „Ucieczka z oflagu VI B” reżyseria Marek Wortman, produkcja Mavo dla TVP S.A.
- 1996 – „Ucieczka z celi śmierci” reżyseria Marek Wortman, produkcja Mavo dla TVP S.A.
- 1997 – „Ucieczka z grobu” reżyseria Marek Wortman, produkcja Spectrum Film dla TVP S.A.
- 1998 – „Ucieczka z Montelupich” reżyseria Marek Wortman (film ukazuje sylwetkę Stanisława Marusarza), produkcja Spectrum Film dla TVP S.A.
- 1998 – „Ucieczka z Oświęcimia” reżyseria Marek Wortman (film opowiada o rotmistrzu Witoldzie Pileckim) produkcja Spectrum Film dla TVP S.A.